# Pholidoptera guichardi
Pholidoptera guichardi är en insektsart som beskrevs av Karabag 1961. Pholidoptera guichardi ingår i släktet Pholidoptera och familjen vårtbitare. Inga underarter finns listade i Catalogue of Life.